# As-Suddī
Ismāʿīl ibn ʿAbd ar-Rahmān as-Suddī (arabisch اسماعيل بن عبد الرحمان السدي, DMG Ismāʿīl ibn ʿAbd ar-Raḥmān as-Suddī; gest. 745) war ein populärer Prediger und Koranexeget in Kufa, dessen Auslegungen und Erklärungen vor allem aus dem Korankommentar von at-Tabarī bekannt sind, in dem sie ausführlich zitiert werden.
As-Suddī Vater gehörte zu den Honoratioren (ʿuẓamāʾ) von Isfahan. Er selbst wuchs im Hedschas auf und war Klient einer gewissen Zainab bint Qais ibn Machrama. Seine Nisba as-Suddī soll er erhalten haben, weil er bei seinen Lehrsitzungen auf der Schwelle (sudda) der großen Moschee von Kufa zu sitzen pflegte. Er galt auch als Experte für Siyar und Maghāzī, allerdings wurden seine Traditionen kritisiert, weil er sie aus Büchern seiner Lehrer abschrieb, ohne den Inhalt diesen vorgelesen zu haben, wie es sonst damals im Lehrbetrieb üblich war. Auf politischer Ebene wurden ihm Sympathien für die Schia und ein beleidigendes Verhalten gegenüber Abū Bakr und Umar ibn al-Chattab nachgesagt.
As-Suddīs umfangreicher Korankommentar, der sich nicht eigenständig erhalten hat, aber in zahlreichen späteren Kommentaren wie demjenigen von at-Tabarī häufig benutzt wurde, ist anhand der späteren Zitate 1993 von Muḥammad ʿAṭā Yūsuf rekonstruiert worden. 

## Belege
1. ↑  Abū Nuʿaim: Ḏikr aḫbār Iṣfahān. 1931, Bd. I, S. 204.
2. ↑  Juynboll: "al-Suddī". 1997, S. 762a.

| Personendaten    | Personendaten                       |
| ---------------- | ----------------------------------- |
| NAME             | as-Suddī                            |
| ALTERNATIVNAMEN  | Ismāʿīl ibn ʿAbd ar-Rahmān as-Suddī |
| KURZBESCHREIBUNG | Koranexeget                         |
| GEBURTSDATUM     | 7. Jahrhundert oder 8. Jahrhundert  |
| STERBEDATUM      | 745                                 |